# 사카구치 쇼이
사카구치 쇼이(일본어: 坂口 祥尉, 1999년 5월 7일 ~ )는 일본의 축구 선수이다.

## 구단 경력
그는 2016년부터 2017년까지 J리그의 FC 도쿄에서 활동하였다.